# San Sigismondo (Chienes)
San Sigismondo (St. Sigmund in tedesco) è una frazione del comune italiano di Chienes in val Pusteria, in provincia di Bolzano, a 750 m s.l.m.

## Geografia fisica
La frazione è ubicata laddove la vallata si allarga in una vasta zona pianeggiante; per tale motivo essa gode di una ottima condizione climatica durante tutto l'anno.

### Ripartizione territoriale
Fonte: Comune di Chienes

## Storia
Le sue origini risalgono al 1050-1065, quando venne denominata Burin - che nell'Alto tedesco antico significa "casa murata" - e successivamente nel 1295 Pewern e nel 1318 Pæuren. Il cambio del nome, avvenuto nel Quattrocento, è dovuto al particolare interesse che il duca Sigismondo d'Austria (1449-1489) dedicò al paese; è del 1456 la prima attestazione del toponimo Sandt Sigmundt. Fu comune autonomo fino al 1929.

## Monumenti e luoghi d'interesse

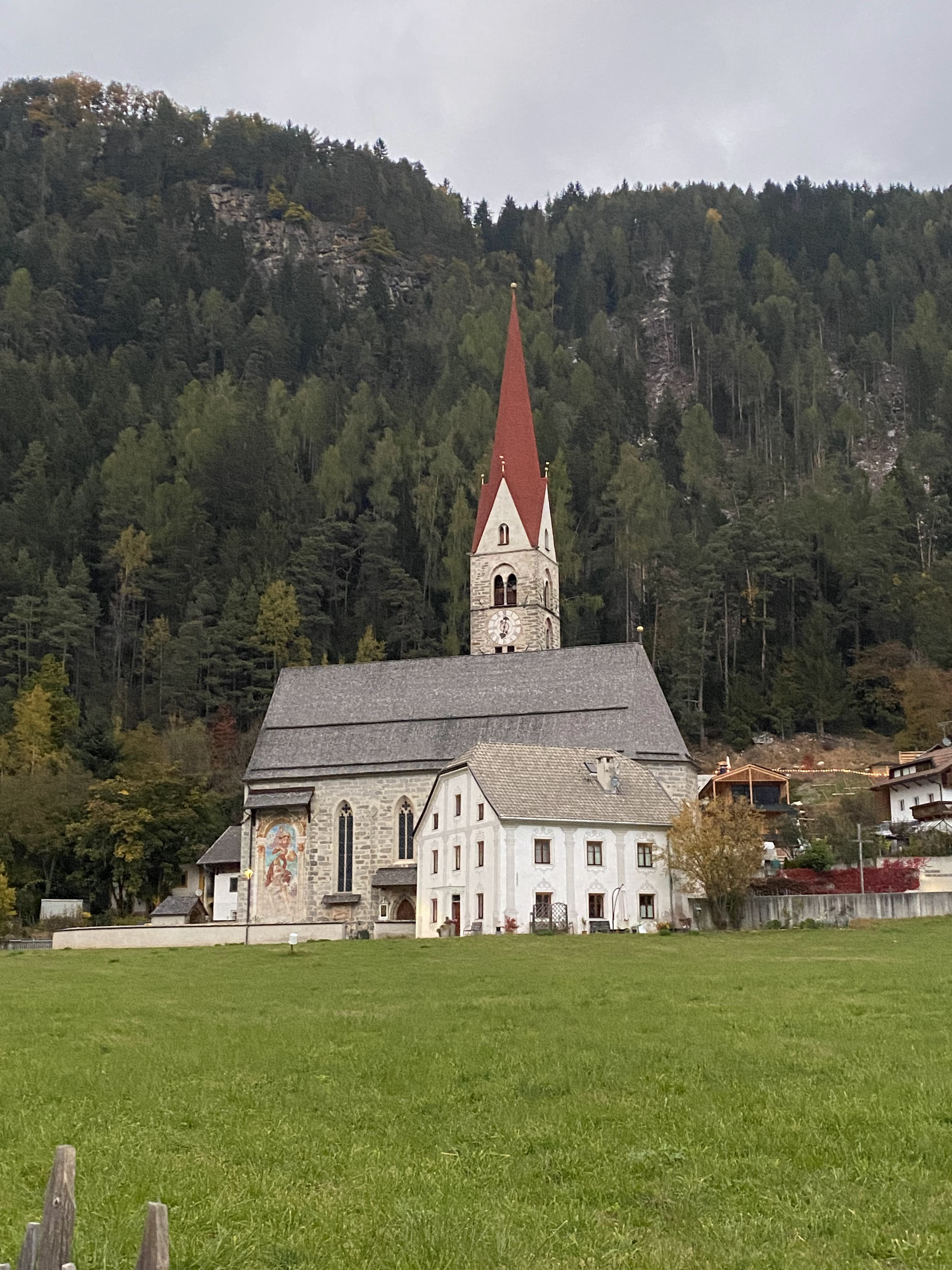
Parrocchiale di San Sigismondo

Dal punto di vista architettonico il paese è basato sulle originali costruzioni sudtirolesi, i masi. Il punto di interesse principale è la chiesa parrocchiale, fatta erigere proprio dal duca austriaco Sigismondo, nella quale si trova il più antico e meglio conservato altare "a portelle" del Tirolo datato intorno al 1430 e probabilmente commissionato in onore della nascita di Sigismondo. L'esterno reca un monumentale affresco di San Cristoforo.
Altro punto di interesse è la chiesa di Nostra Signora (in tedesco Stöcklkapelle) risalente al 1621 ed edificata in stile barocco.
Alle spalle della stazione ferroviaria, al di là del fiume Rienza, si trovano i "bagni di Ilistra" (in tedesco Ilstern), dove un tempo vi erano strutture per cure termali. Sempre in questa zona si trova la chiesa di Sant'Ulrico (in tedesco St. Ulrich) risalente all'anno 1491 ed ottimamente conservata.
San Sigismondo offre diverse possibilità dal punto di vista gastronomico, oltre che dal punto di vista escursionistico, infatti in zona si trovano diversi sentieri di montagna da poter percorrere.

## Società

### Evoluzione demografica
Fonte: Comune di Chienes